# Matías Jones
Matías Jones, vollständiger Name Matías Martín Jones Mourigiain, (* 1. Juli 1991 in Cerro Chato) ist ein uruguayischer Fußballspieler.

## Verein
Der 1,75 Meter große Offensivakteur Jones stand zu Beginn seiner Karriere mindestens seit der Apertura 2009 im Kader des uruguayischen Erstligisten Danubio. In den Spielzeiten 2009/10 und 2010/11 bestritt er insgesamt elf Spiele in der Primera División und erzielte einen Treffer. Im Juli 2011 wechselte er in die Niederlande zum FC Groningen. Dort wurde er in der Saison 2011/12 zwölfmal in der Eredivisie eingesetzt und schoss ein Tor. Nachdem er in der nachfolgenden Spielzeit keine weiteren Einsatzzeiten erhalten hatte, wurde er Anfang 2013 an den FC Emmen verliehen. In der Rückrunde der Saison absolvierte er dort neun Partien in der Eerste Divisie. Einen Torerfolg konnte er dabei nicht verbuchen. Mitte 2013 kehrte er dann nach Ablauf der Leihe zunächst nach Groningen zurück. Bereits im August 2013 folgte jedoch ein erneutes Leihgeschäft mit Defensor Sporting. Dort stand er in der Spielzeit 2013/14 unter Vertrag. Für die Montevideaner absolvierte er zehn Ligaspiele und schoss zwei Tore. In der Copa Libertadores 2014, bei der sein Klub bis ins Halbfinale vorstieß, erhielt er jedoch keine Einsatzminuten. Anfang August 2014 wurde sein Wechsel in die kolumbianische Hauptstadt Bogotá zu La Equidad vermeldet. Bei den Kolumbianern wurde er in sieben Ligaspielen (kein Tor) und dreimal (ein Tor) in der Copa Colombia eingesetzt. Anfang Januar 2015 wechselte er nach Argentinien zu CA San Martín de San Juan. Dort bestritt er eine Partie (kein Tor) in der Primera División. Seit Ende Januar 2016 setzt er seine Karriere bei River Plate Montevideo fort, wo er bislang (Stand: 11. Februar 2017) saisonübergreifend 19-mal in der Liga eingesetzt wurde und drei Treffer erzielte. Auch bestritt er für die Montevideaner eine Partie (kein Tor) in der Copa Libertadores 2016.

## Nationalmannschaft
Jones nahm mit der uruguayischen U-20-Auswahl an der U-20-Südamerikameisterschaft 2011 in Peru teil. Im Verlaufe des Turniers wurde er fünfmal eingesetzt (kein Tor).

## Erfolge
- U-20-Vize-Südamerikameister 2011